# Orthopsyllus littoralis
Orthopsyllus littoralis är en kräftdjursart som beskrevs av Nicholls 1942. Orthopsyllus littoralis ingår i släktet Orthopsyllus och familjen Orthopsyllidae. Inga underarter finns listade i Catalogue of Life.